# Werner Edler-Muhr
Werner Edler-Muhr (* 4. Februar 1969 in Graz) ist ein ehemaliger österreichischer Leichtathlet.

## Sportliche Karriere
Der 1,80 Meter große Werner Edler-Muhr startete für Union Leibnitz. Bei den Österreichischen Staatsmeisterschaften siegte er 1991, 1992 und 1999 im 800-Meter-Lauf. Im 1500-Meter-Lauf gewann er 1991, 1992, 1994 und 1997 den Meistertitel und im 5000-Meter-Lauf 1996. Hinzu kamen die Hallentitel über 1500 Meter 1990 und 1995. Seine Bestleistung über 800 Meter lief er mit 1:47,21 Minuten am 22. August 1992 in Salzburg. Über 1500 Meter erreichte er am 7. Juni 1996 in Nürnberg das Ziel in 3:36,55 Minuten. Über 5000 Meter lief er am 10. September 1997 13:50,92 Minuten.
1994 bei den Europameisterschaften in Helsinki schied Edler-Muhr über 800 Meter als Elfter seines Vorlaufs aus. Im Jahr darauf bei den Weltmeisterschaften 1995 in Göteborg wurde er Letzter seines Vorlaufs. Bei den Olympischen Spielen 1996 in Atlanta traten mit Werner Edler-Muhr und Thomas Ebner zwei Österreicher über 1500 Meter an. Beide schieden in ihrem Vorlauf aus. 1998 bei den Europameisterschaften in Budapest wurde Edler-Muhr Letzter seines Vorlaufs.
2002 wurde der eigenständige Verein Union Leibnitz Leichtathletik gegründet. 2019 wurde Werner Edler-Muhr als Nachfolger von Reinhold Heidinger Obmann dieses Vereins.